# Dotorimuk

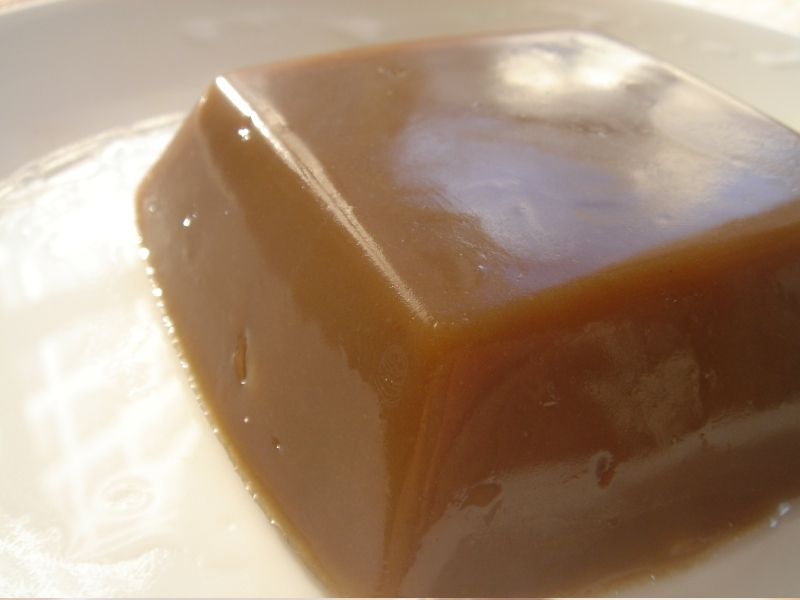
Dotorimuk.

Le dotorimuk (도토리묵), ou gelée de glands, est un plat coréen. Il s'agit d'un muk faites à base de fécule de glands dont les tanins ont été éliminés.